# Mimillaena rufescens
Mimillaena rufescens là một loài bọ cánh cứng trong họ Cerambycidae.